# Tři králové
Die Gruppe Tři králové, deutsch Drei Könige, war eine relativ kleine, nicht kommunistisch orientierte tschechische Widerstandsgruppe, die gegen die nationalsozialistische Besetzung der Tschechoslowakei während der Zeit des Protektorats kämpfte. Die Führung der Gruppe bestand aus den drei ehemaligen Armeeoffizieren der aufgelösten tschechoslowakischen Streitkräfte
Josef Balabán, Josef Mašín und Václav Morávek. Die Gruppe Tři králové ging aus der Widerstandsorganisation (und einer Art Untergrundarmee) Obrana národa hervor und arbeitete mit dieser eng zusammen; sie war in der Zeit von 1939 bis 1941/1942 aktiv. Ab 1940 war sie in der Dachorganisation des tschechischen Widerstandes ÚVOD vertreten.

Mitglieder der Widerstandsgruppe Tři králové
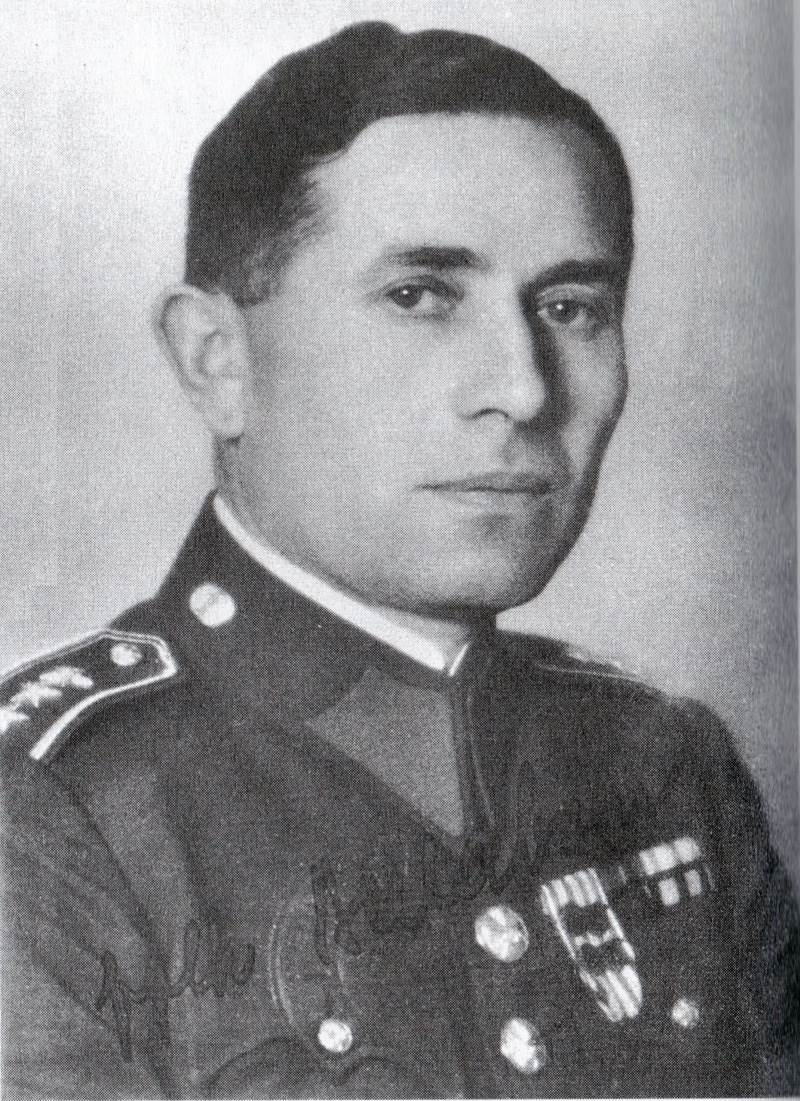
Josef Balabán
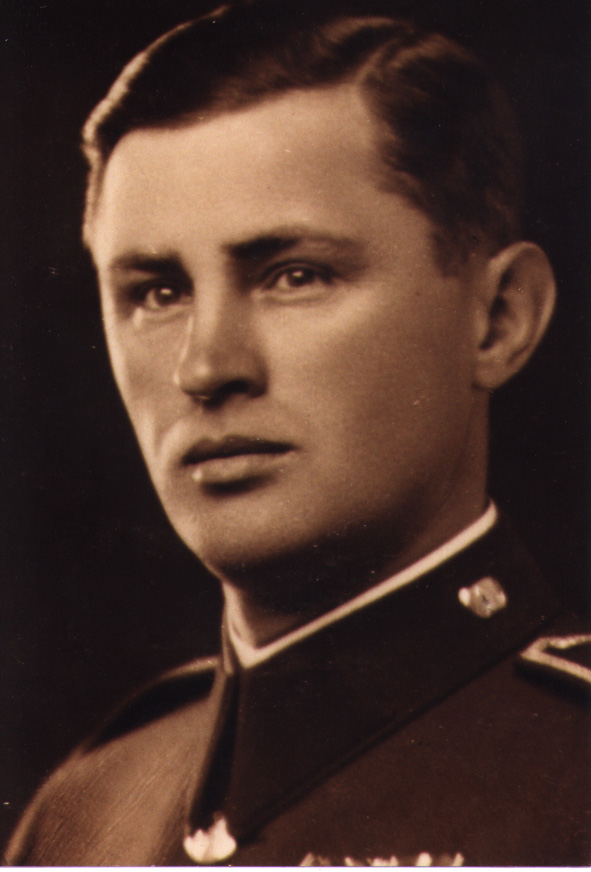
Josef Mašín
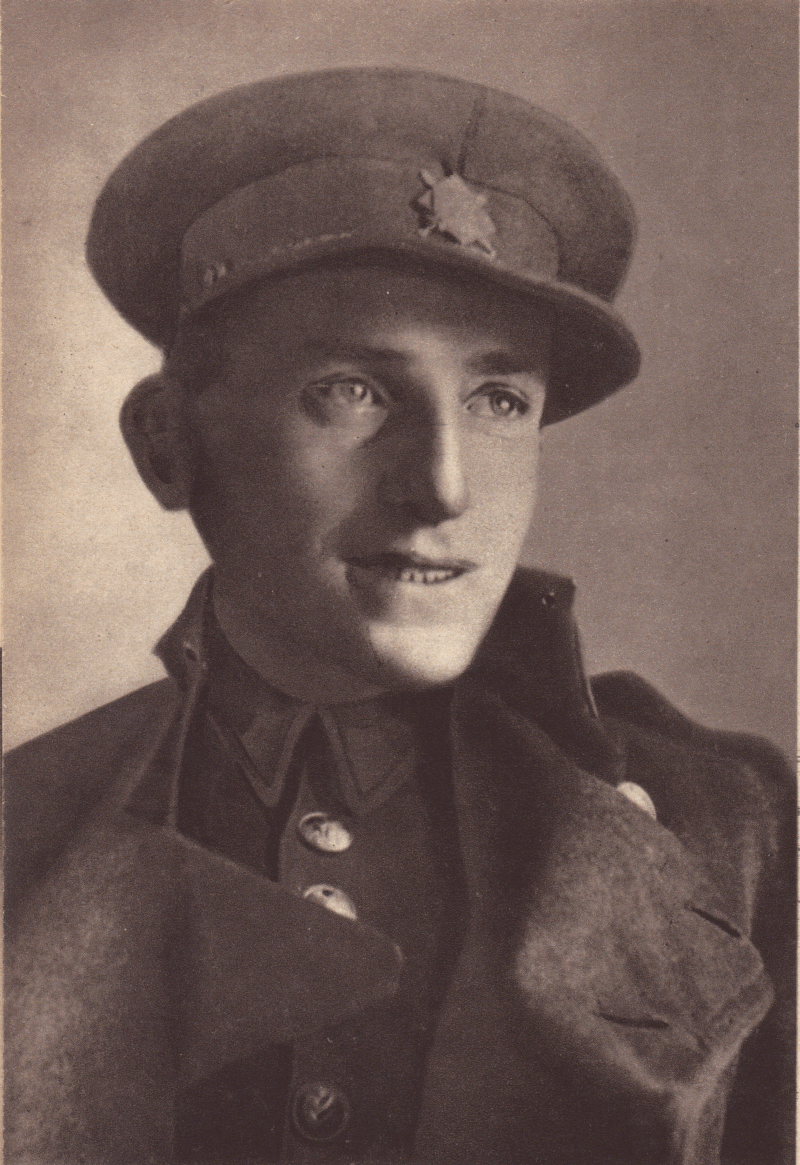
Václav Morávek

## Geschichte und Tätigkeit
Die nachrichtendienstliche und auf Sabotage spezialisierte Gruppe Tři králové arbeitete parallel zu der aus Angehörigen der ehemaligen tschechoslowakischen Armee bestehenden Widerstandsgruppe Obrana národa. Die Gruppe wurde aus Obrana národa ausgegliedert, gegründet und geführt von Oberstleutnant Josef Balabán, Oberstleutnant Josef Mašín und Stabskapitän Václav Morávek, die von Karel Pacner in seiner Monographie neben dem Agenten A-54 zu den schillerndsten Persönlichkeiten des Widerstandes im Protektorat gezählt werden. Diese drei Offiziere, die ihre Mitteilungen, Sabotageberichte usw. immer mit dem Kürzel „B+M+M“ zu unterschreiben pflegten, wurden durch die Gestapo – in Anspielung auf das Kürzel „C+M+B“ – „die drei Könige“ genannt. Zu der Gruppe wird zuweilen auch František Peltán (1913–1942) gezählt, der als Funker sowohl für die Gruppe Tři králové wie auch Obrana národa tätig war. Über die zahlenmäßige Stärke der Widerstandsgruppe werden kaum Angaben gemacht. Anlässlich der Verleihung der Ehrenbürgerschaft 2012 an die drei führenden Mitglieder erwähnt das Portal des Stadtteils Prag 6, dass die Gestapo, die das nachrichtendienstliche Netzwerk aufzudecken versuchte, später die Zahl 185 Personen nannte. Nachdem sich die Gruppe in etwa im März 1939 formierte, wurden umgehend die Kanäle für die nachrichtendienstliche Tätigkeit eingerichtet, für die insbesondere Josef Balabán zuständig war. Die Mitarbeiter sammelten alle wichtigen Informationen über die Lage im Protektorat (und zum Teil auch in der Slowakei) und leiteten diese weiter an die tschechoslowakische Exilregierung in London. Sie unterhielten auch Kontakte zu sowjetischen Diplomaten, die bis zum Überfall auf die UdSSR in Prag arbeiteten. Wichtige Informationen über verschiedene Transporte und die Lage in Fabriken erhielten sie außerdem durch Kontakte zu der Widerstandsgruppe Petiční výbor Věrni zůstaneme, wo viele Gewerkschafter aus dem Bereich Eisenbahn und Post tätig waren.
Diese Nachrichten nach London wurden zuerst mithilfe von Kurieren übermittelt, später zog man eine Funkverbindung vor, für die Václav Morávek und František Peltán verantwortlich waren. Die Kurierwege dienten auch als Fluchtmöglichkeit für gefährdete Mitarbeiter, die vor Verhaftung flüchten mussten. Bis zu fünf bis acht Personen täglich konnten so ins Ausland durchgeschleust werden.
Die Mitarbeiter der Gruppe Tři králové beteiligten sich ebenfalls an der Widerstandszeitschrift V boj: einerseits redaktionell, außerdem wurde ein Teil der Auflage in den Räumlichkeiten der Klempnerfirma von Josef Líkař in der Straße Karlovarská (Stadtteil Bílá Hora) hergestellt. Líkař, der später wegen seiner Widerstandstätigkeit ebenfalls hingerichtet wurde, stellte seine Firma der ON als Waffen- und Sprengstoff-Depot zur Verfügung (und betrieb teilweise auch ihre Herstellung); außer ihm war auch seine ganze Familie einbezogen. Sie verbreiteten auch die Zeitschrift, die sie zum Teil sogar in die Prager Zentrale der Gestapo schmuggelten.
Einen wesentlichen Teil dieser Arbeit stellte der Kontakt zu Paul Thümmel dar, bekannt als Agent A-54, einem Offizier der deutschen Abwehr, der Mitte 1940 durch Morávek vermittelt wurde. Thümmel arbeitete als Doppelagent auch für den tschechoslowakischen Nachrichtendienst der Exilregierung in London. Durch diesen Kontakt erhielt die tschechoslowakische Exilregierung – und somit auch die Alliierten – einige wichtige Informationen. Thümmel warnte im März 1942 Morávek vor dem geplanten Gestapo-Zugriff, der dann auch erfolgte und Moráveks Ende bedeutete.
Diversion und Sabotage war der andere Schwerpunkt der Tätigkeit, wofür besonders Josef Mašín verantwortlich zeichnete. Dazu gehörte unter anderem die Beschaffung von Waffen, Munition und Sprengstoff für die Gruppe Obrana národa und für eigene Aktionen, die unter anderem aus Sabotageakten und Anschlägen gegen deutsche Transporte bestanden.  Zu den herausragenden Aktionen gehörten Bombenanschläge auf Ziele in Berlin. Dabei erfolgten zwei Anschläge vor dem Polizeipräsidium und vor dem Luftfahrtministerium. Andere Bombenanschläge wurden in Leipzig und München durchgeführt. Ein weiterer Anschlag war der Versuch, den SS-Reichsführer Heinrich Himmler zu liquidieren. Der Sprengstoff detonierte rechtzeitig, doch der Zug, mit dem Himmler fuhr, hatte Verspätung, so dass dieses Attentat missglückte.

## Zerschlagung der Gruppe
Am 22. April 1941 wurde Josef Balabán verhaftet und am 3. Oktober hingerichtet. Am 13. Mai 1941 wurden Josef Mašín und Václav Morávek gestellt; während Morávek flüchten konnte, wurde Mašín verhaftet und am 30. Juni 1942 hingerichtet. Morávek wurde am 21. März 1942 erschossen, als er versuchte, einen Kollegen zu befreien, der anlässlich eines geplanten Treffens mit dem Agenten Thümmel verhaftet worden war. Morávek war der einzige aus der Gruppe Drei Könige, den die Gestapo nicht lebend verhaften konnte.

## Nachlese
Nach 1989 wurden die drei Hauptakteure der Gruppe in den Rang Generalmajor bzw. Brigadegeneral in memoriam befördert.
Allen drei Mitgliedern der Widerstandsgruppe wurde 2012 die Ehrenbürgerschaft des Stadtteils Prag 6 erteilt, wo sie einen der Schwerpunkte ihrer Widerstandstätigkeit hatten.
1998 hat der Regisseur Karel Kachyňa die Schicksale der drei Soldaten in einem siebenteiligen Fernsehfilm Tři králové verarbeitet.
Am 28. Oktober 2022 verlieh der tschechische Staatspräsident Miloš Zeman Balabán, Mašín und Morávek den Orden des Weißen Löwen in memoriam.